# Nokia N-Gage QD
Nokia N-Gage QD — стільниковий телефон фірми Nokia. Відноситься до лінійки телефонів «розваги і спорт».
- MMS і електронна пошта,
- java MIDP, GPRS, інтернет,
- великий кольоровий дисплей високої роздільної здатності з активною TFT-матрицею (176 х 208 пікселів),
- ергономічний дизайн, орієнтований на ігри,
- XHTML-браузер, налаштування з установлення N-Gage Arena,
- Bluetooth